# Joachim Knappert
Joachim Knappert (* 28. Januar 1939 in Berlin; † 21. August 2010 in Köln) war ein deutscher Fußballspieler.
Knappert kam von 1957 bis 1959 insgesamt sechs Mal für den 1. FC Köln zum Einsatz und erzielte dabei zwei Tore. In dieser Zeit bekam er es mit drei Trainern zu tun: Hennes Weisweiler, Péter Szabó und Oswald Pfau.
Knappert starb 2010 im Alter von 71 Jahren und wurde auf dem Kölner Südfriedhof beigesetzt.

## Vereine
- 1957–1959 1. FC Köln
- 1959–1961 SC Fortuna Köln

## Statistik
- Oberliga West
3 Spiele; 1 Tor
- Endrunde um die deutsche Meisterschaft
1 Spiel
- Westdeutscher Pokal
2 Spiele; 1 Tor